# Chaptalia albicans
Chaptalia albicans là một loài thực vật có hoa trong họ Cúc. Loài này được (Sw.) Vent. ex B.D.Jacks. mô tả khoa học đầu tiên năm 1893.